# Chris Rock

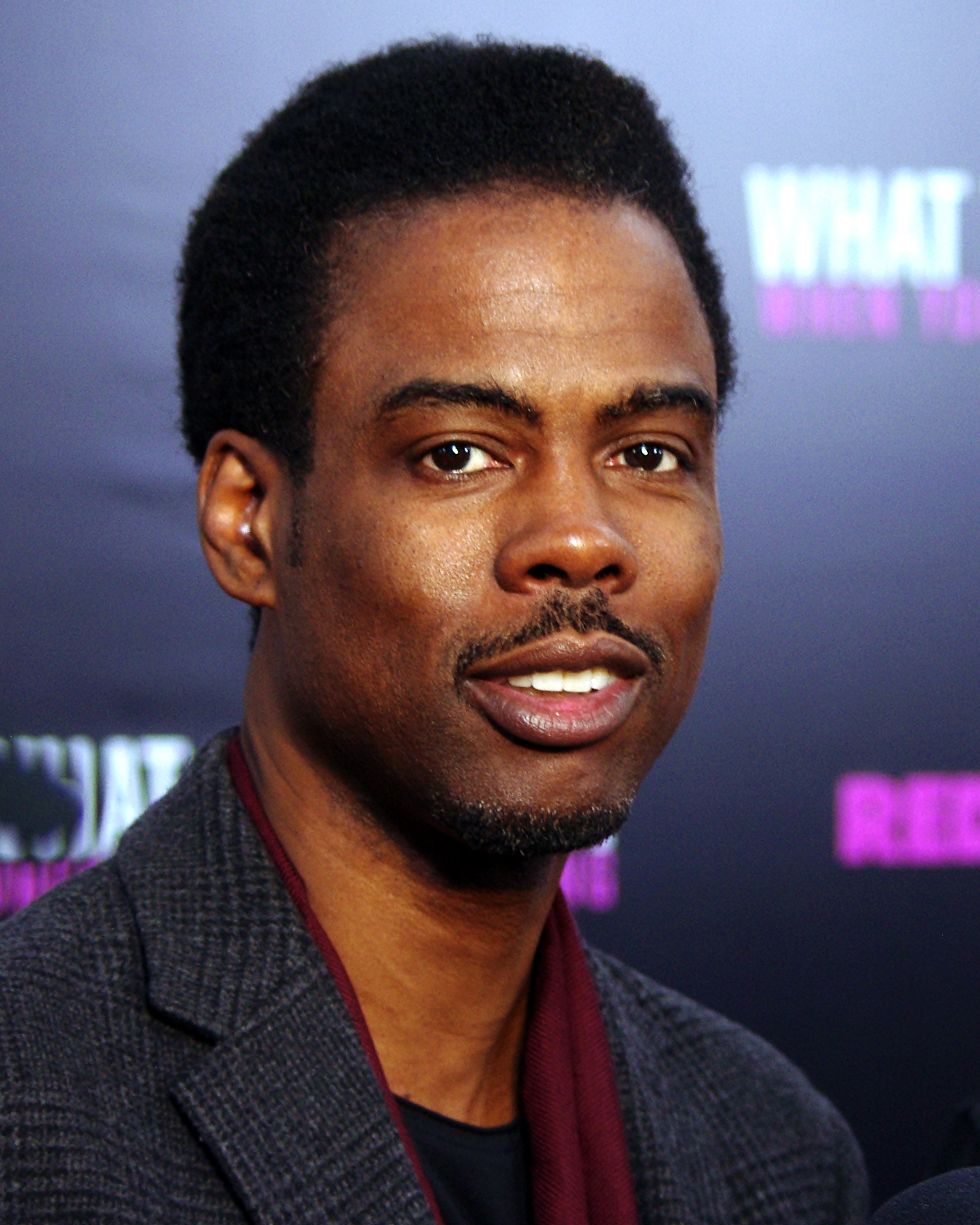
Chris Rock (2012)

Christopher „Chris“ Julius Rock III (* 7. Februar 1965 in Andrews, South Carolina) ist ein US-amerikanischer Filmschauspieler, Komiker und Filmregisseur.

## Leben

### Familie und frühe Jahre
Kurz nach seiner Geburt übersiedelte seine Familie nach New York City, wo sie sich in Crown Heights im Stadtbezirk Brooklyn niederließ. Ein paar Jahre später zog die Familie ins benachbarte Bedford–Stuyvesant, ein Brooklyner Stadtviertel mit hoher Kriminalitätsrate. Er besuchte als einer von wenigen Afroamerikanern Schulen im Brooklyner Viertel Gerritsen Beach, wo er aufgrund seiner Hautfarbe von weißen Mitschülern oft ausgeschlossen und verprügelt wurde. Auf Veranlassung seiner Eltern verließ er die James Madison High School nach der 10. Klasse ohne Abschluss. Sein Vater Julius Rock arbeitete als LKW-Fahrer und Zeitungsausträger. Er starb im Jahr 1988. Seine Mutter Rosalie Rock war Lehrerin und Sozialarbeiterin für geistig Behinderte. Er hat drei jüngere Geschwister namens Tony, Kenny und Jordan, die ebenfalls Schauspieler sind. Sein älterer Halbbruder Charles starb 2006 nach langem Kampf mit dem Alkoholismus.

### Karriere

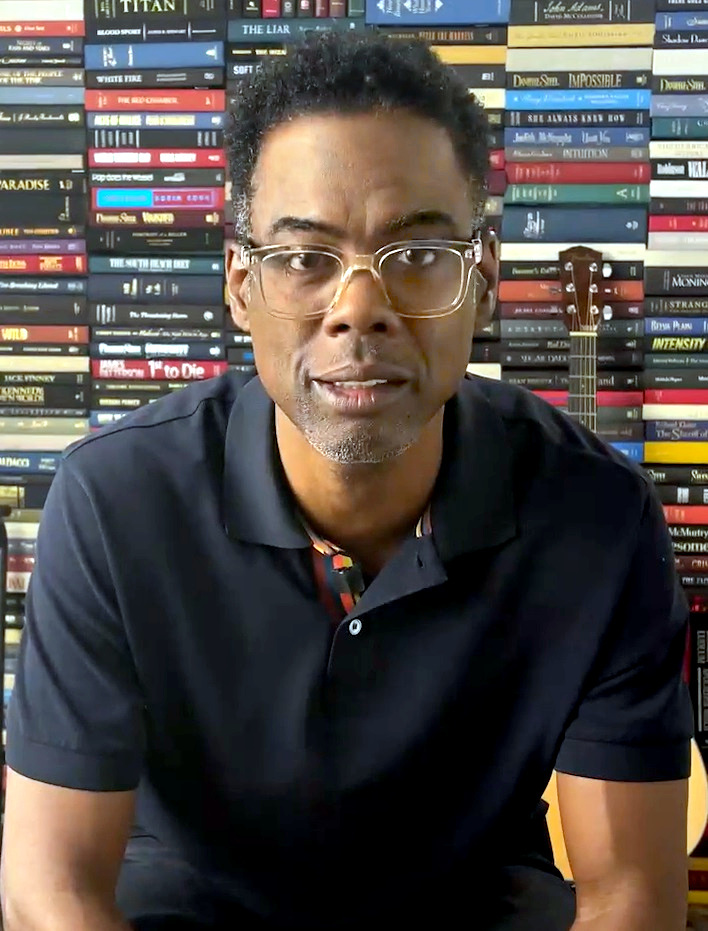
Rock im Jahr 2021

Von 1990 bis 1993 trat er in der US-amerikanischen Comedy-Show Saturday Night Live auf. Danach spielte er u. a. in Lethal Weapon 4, an der Seite von Anthony Hopkins in Bad Company – Die Welt ist in guten Händen und in Ich glaub, ich lieb meine Frau. Seinen Wurzeln in der Stand-up-Comedy ist er bis heute treu geblieben: Noch immer tritt er regelmäßig in Comedy-Clubs auf und bringt Live-CDs und -DVDs heraus. Sein schauspielerisches Schaffen umfasst rund 70 Produktionen.
2003 gab Rock mit Head of State sein Regiedebüt. In Anlehnung an seine Kindheitserlebnisse ist 2005 die Serie Alle hassen Chris entstanden, bei der er auch als Erzähler mitwirkte und 2006 eine Folge inszenierte. Im Jahr darauf folgte sein zweiter Spielfilm Ich glaub, ich lieb meine Frau. Im Jahr 2014 veröffentlichte er die Komödie Top Five sowie das Fernsehspecial Amy Schumer: Live at the Apollo. Zu allen seinen Regiearbeiten verfasste er auch das Drehbuch.
Am 12. März 2003 erhielt er einen Stern auf dem Hollywood Walk of Fame in Los Angeles.
2005 moderierte er die 77. Oscarverleihung. 2016 führte er erneut durch die Oscarverleihung.
Rock hielt seit Mai 2008 den Guinness-Rekord als „Live-Comedian mit den meisten Zuschauern“ mit 15.900 Besuchern bei einer Show in London. Dieser Rekord wurde jedoch am 12. Juli 2008 durch Mario Barth mit etwa 70.000 Zuschauern im Olympiastadion Berlin gebrochen.
Im Jahr 2016 machte Rock dem CEO des Filmstudios Lionsgate eine Idee für einen neuen Film der Saw-Filmreihe schmackhaft. Sein Konzept stieß auf großes Interesse seitens des Studios und das Projekt wurde nur wenige Zeit nach einem Telefonat mit Rock in Produktion gegeben. Rock übernahm sowohl die Hauptrolle als auch eine maßgebliche Mitarbeit an der Storyentwicklung. Saw: Spiral startete im September 2021, nachdem die Veröffentlichung des Films bereits mehrere Male im Zuge der COVID-19-Pandemie hatte verschoben werden müssen.

### Eklat bei der Oscar-Preisverleihung 2022
Bei der Oscarverleihung 2022 erregte Chris Rock Aufsehen, als er von seinem Schauspielkollegen Will Smith auf offener Bühne und live im TV geohrfeigt wurde, weil er einen Witz über die Frisur von dessen Frau Jada Pinkett Smith gemacht hatte. Diese leidet an Alopecia areata, einem krankhaften Haarausfall. Rock erwiderte die Ohrfeige mit dem Satz: „Wow! Will Smith hat gerade die Scheiße aus mir geprügelt!“ (“Wow! Will Smith just smacked the shit out of me!”). Smith kehrte auf seinen Platz zurück und rief zwei Mal: „Nimm nicht den Namen meiner Frau in deinen verdammten Mund!“ (“Keep my wife’s name out your fucking mouth!”). Spätestens dann wurde deutlich, dass es sich nicht um einen geplanten Teil der Show handelte. Rock war sichtlich geschockt von dem Vorfall, verzichtete jedoch auf Erstattung einer Anzeige und lehnte die Festnahme von Smith durch bereitstehende Polizeibeamte des LAPD ab. Chris Rock hat sich bisher nicht bei Jada Pinkett Smith entschuldigt – er bedauerte nur gegenüber den Organisatoren der Oscarveranstaltung, die Aufmerksamkeit auf sich gezogen zu haben. In der Folgezeit tauchte eine Entschuldigung Rocks an die Familie Smith auf, die er dementieren ließ.

## Filmografie (Auswahl)
- 1985: Krush Groove
- 1987: Beverly Hills Cop II
- 1987: Miami Vice (Fernsehserie, Folge 4×07 Missing Hours)
- 1988: Ghettobusters (I’m Gonna Git You Sucka)
- 1991: New Jack City
- 1991: Hangin’ Out – 4 Homeboys unterwegs (Hangin’ with the Homeboys)
- 1992: Boomerang
- 1993: CB4 – The Movie (CB4)
- 1993–1994: In Living Color (Fernsehserie, 5 Folgen)
- 1995: The Moxy Show (Fernsehserie, Stimme für Flea)
- 1995: Der Prinz von Bel-Air (The Fresh Prince of Bel-Air, Fernsehserie, Folge 6×02 Get a Job)
- 1995: Panther
- 1995: Gun Power (The Immortals)
- 1996: Martin (Fernsehserie, 2 Folgen)
- 1996: Homicide (Homicide: Life on the Street, Fernsehserie, Folge 4×16 Requiem for Adena)
- 1996: Immer Ärger mit Sergeant Bilko (Sgt. Bilko)
- 1997: Happily Ever After: Fairy Tales for Every Child (Fernsehserie, Folge Pinocchio, Stimme für Woody)
- 1997: Beverly Hills Ninja – Die Kampfwurst (Beverly Hills Ninja)
- 1998: King of the Hill (Fernsehserie, Folge 2×16 Traffic Jam, Stimme für Roger ’Booda’ Sack)
- 1998: Dr. Dolittle (Doctor Dolittle, Stimme für Rodney)
- 1998: Lethal Weapon 4
- 1999: Dogma
- 1999: Torrance Rises
- 2000: Nurse Betty
- 2001: A.I. – Künstliche Intelligenz (Artificial Intelligence: AI; Stimme für Komiker)
- 2001: Einmal Himmel und zurück (Down to Earth)
- 2001: Jay und Silent Bob schlagen zurück (Jay and Silent Bob Strike Back)
- 2001: Osmosis Jones (Stimme für Osmosis Jones)
- 2001: Pootie Tang
- 2002: Bad Company – Die Welt ist in guten Händen (Bad Company)
- 2003: Head of State (auch Regie)
- 2004: Paparazzi
- 2005: Spiel ohne Regeln (The Longest Yard)
- 2005–2009: Alle hassen Chris (Everybody Hates Chris, Fernsehserie, 88 Folgen, Stimme für Erzähler)
- 2005: Madagascar (Stimme für Marty)
- 2007: Ich glaub, ich lieb meine Frau (I Think I Love My Wife) (auch Regie)
- 2007: Bee Movie – Das Honigkomplott (Bee Movie, Stimme für Mooseblood)
- 2008: Leg dich nicht mit Zohan an (You Don’t Mess with the Zohan)
- 2008: Madagascar 2 (Madagascar 2: Escape 2 Africa, Stimme für Marty)
- 2009: Fröhliches Madagascar (Merry Madagascar, Kurzfilm, Stimme für Marty)
- 2009: Good Hair
- 2010: Sterben will gelernt sein (Death at a Funeral)
- 2010: Cedric the Entertainer’s Urban Circus (Fernsehfilm)
- 2010: Kindsköpfe (Grown Ups)
- 2011: Louie (Fernsehserie, Folge 2x13 New Jersey/Airport)
- 2012: Tosh.0 (Fernsehserie, Folge 4x02 How to Draw Guy)
- 2012: Was passiert, wenn’s passiert ist (What to Expect When You’re Expecting)
- 2012: Madagascar 3: Flucht durch Europa (Madagascar 3: Europe’s Most Wanted, Stimme für Marty)
- 2012: 2 Tage New York (2 Days in New York)
- 2013: Kindsköpfe 2 (Grown Ups 2)
- 2014: Top Five (auch Regie)
- 2015: Empire (Fernsehserie, Folge 2x01)
- 2015: A Very Murray Christmas
- 2017: Sandy Wexler
- 2018: Die Woche (The Week Of)
- 2019: Dolemite Is My Name
- 2020: Hexen hexen (The Witches, Stimme)
- 2020: Fargo (Fernsehserie, 10 Folgen)
- 2021: Saw: Spiral (Spiral: From the Book of Saw)
- 2022: Amsterdam
- 2023: Rustin

## Diskografie

### Alben
- 1991: Born Suspect
- 1996: Bring the Pain
- 1997: Roll With the New
- 1999: Bigger & Blacker
- 2008: Kill the Messenger

### Videoalben
- 1996: Bring the Pain (US: ×2Doppelplatin )[13]